# Заграничный паспорт гражданина Российской Федерации
Заграни́чный па́спорт (в обиходе часто называется «загранпаспорт», «загранник», «загран», «загранка») — официальный документ, удостоверяющий личность гражданина при выезде за пределы и пребывании за пределами государства, а также при въезде на территорию государства из заграничной поездки.
На практике загранпаспорт удостоверяет на территории Российской Федерации — России личность граждан России, постоянно проживающих вне России, хотя данный вопрос не вполне урегулирован законодательством. В ряде случаев (покупка железнодорожного билета, покупка авиабилетов на внутрироссийские рейсы, обмен валюты и другое) заграничный паспорт могут использовать и граждане России, постоянно проживающие в России.

## Биометрический заграничный паспорт

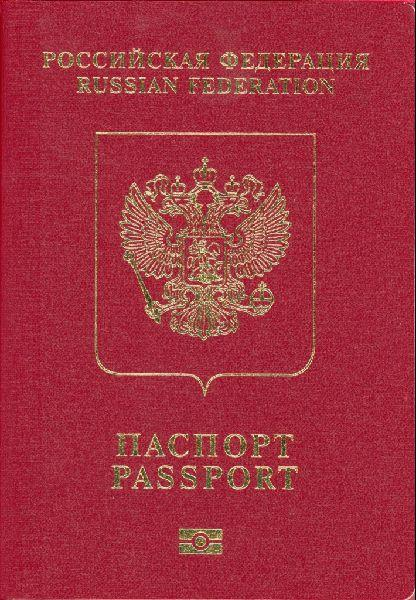
Биометрический паспорт гражданина Российской Федерации
Первый разворот биометрического паспорта
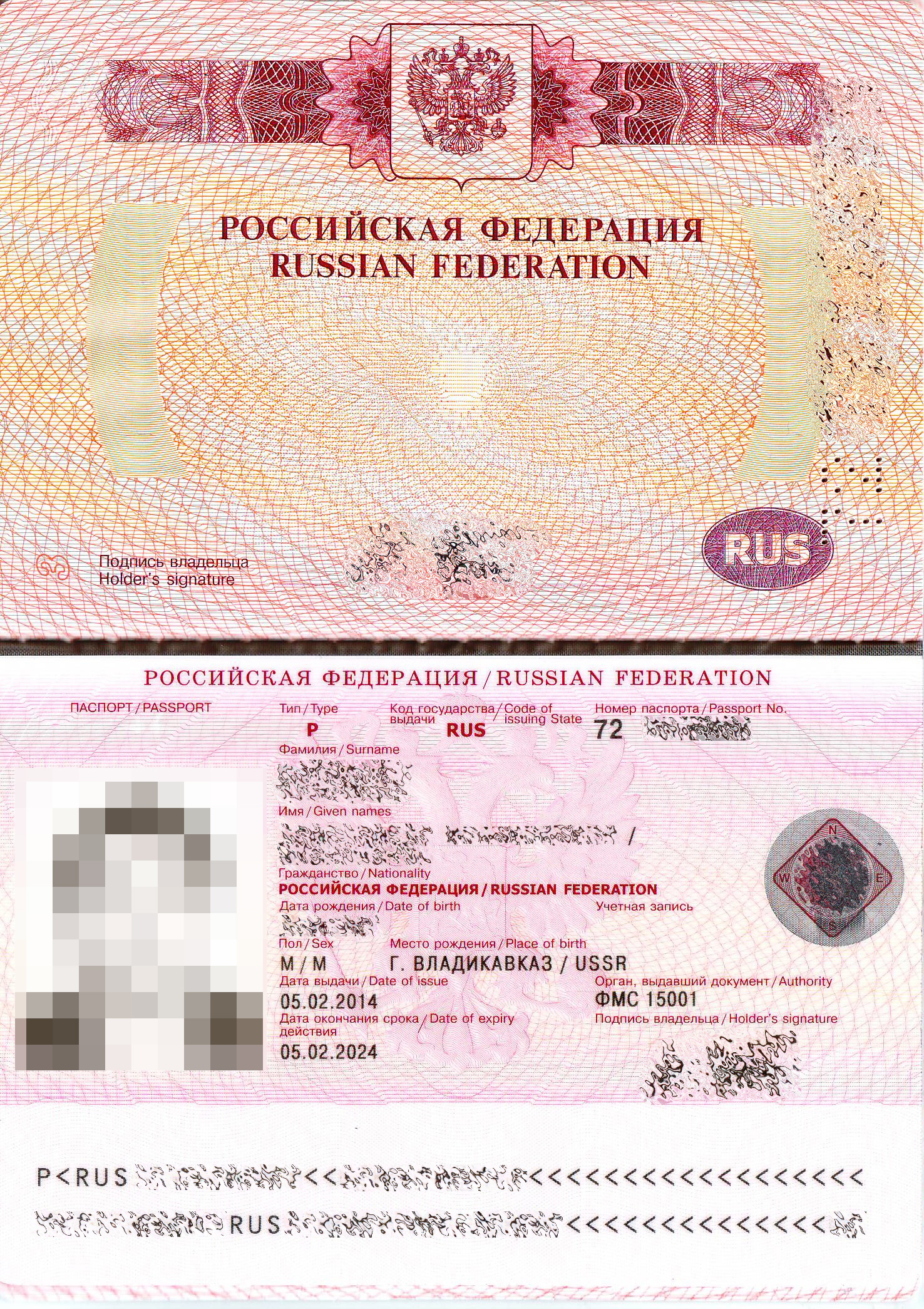
Информационная страница биометрического паспорта образца 2014 года.
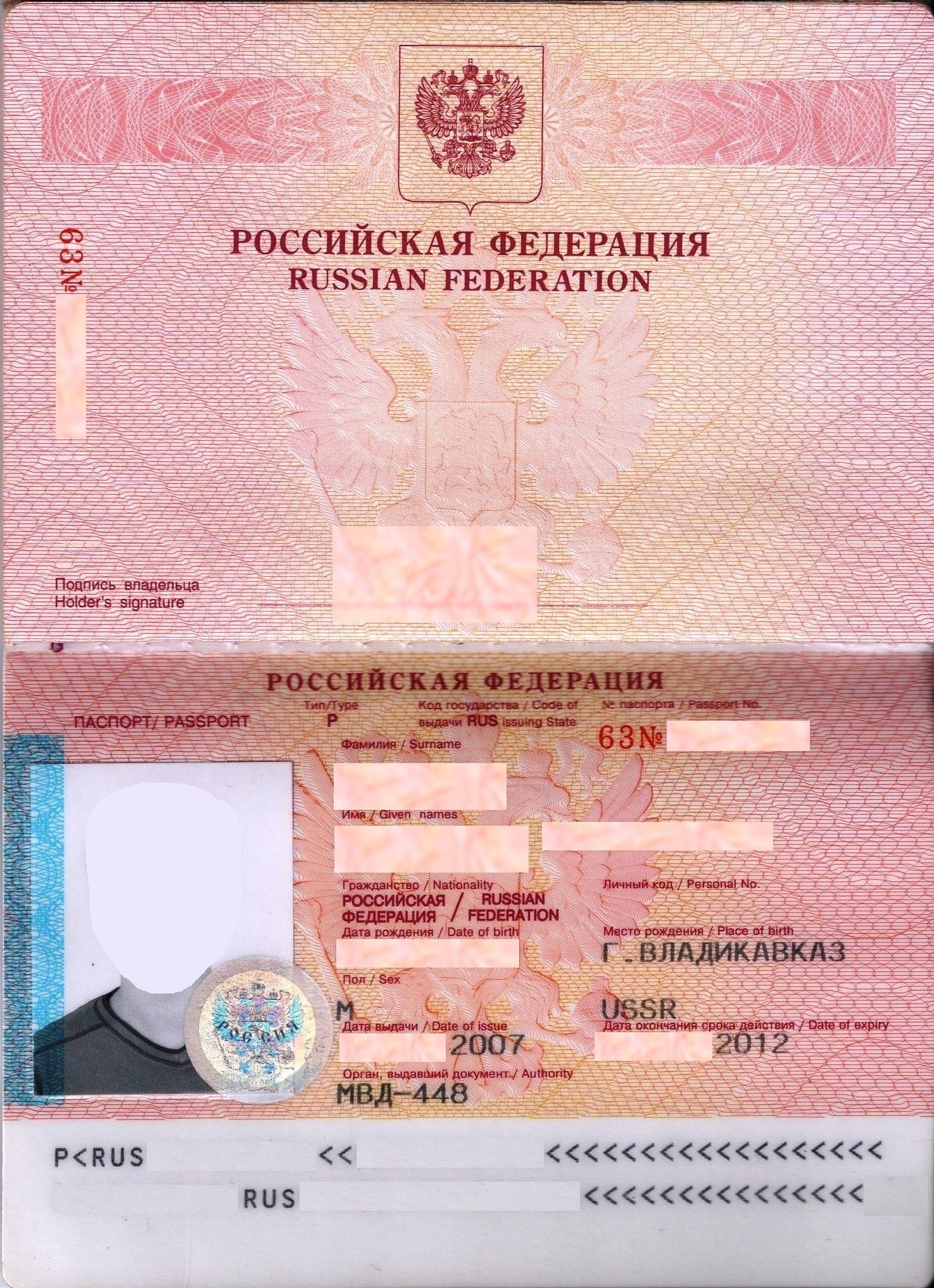
Информационная страница небиометрического паспорта образца 2007 года.

Биометрический паспорт (биопаспорт) — паспортно-визовый документ нового поколения (ПВД НП) — содержащий биометрические параметры его владельца, то есть измеряемая физическая характеристика или поведенческая черта, используемая для распознавания человека, его идентификации или проверки, является ли он тем, кем себя заявляет. В отличие от паспорта старого образца, выдаётся сроком на 10 лет.
К возможным биометрическим данным относятся: рост, вес, отпечатки пальцев, форма руки, радужная оболочка глаза, голос, характер написания подписи, ДНК и прочее.
Заграничный биометрический паспорт содержит микросхему (электронный чип), где хранится цветная фотография владельца паспорта как основной идентифицирующий элемент паспорта, а также изображение отпечатков пальцев (с 2015 года), информация о дате и месте рождения владельца, дате выдачи паспорта и органе, выдавшем документ.
Внешне биопаспорт похож на паспорта старого образца. В новом документе увеличено количество страниц, страница идентификационных данных отпечатана на пластике, включая изображение подписи и чёрно-белую копию фотографии владельца, хранящейся на чипе.
Выдача биопаспортов в Российской Федерации начата в пилотном режиме в 2006 году в Москве, Санкт-Петербурге и Калининграде подразделениями Федеральной миграционной службы (ФМС) и продолжается до сих пор.

## Служебный и дипломатический паспорта
Особыми категориями заграничных паспортов являются служебный и дипломатический паспорта, они являются собственностью Российской Федерации и возвращаются после возвращения из командировки.

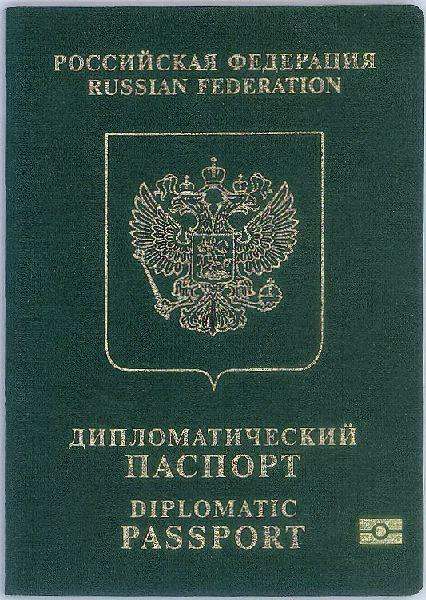
Обложка Российского дипломатического паспорта

Дипломатический паспорт гражданина Российской Федерации — один из основных документов, удостоверяющих личность гражданина РФ, по которому осуществляется пересечение границы Российской Федерации. Выдаётся лишь некоторым категориям граждан.
По сравнению с владельцами общегражданских и служебных паспортов, обладатели пользуются правом облегчённого и безвизового въезда в ряд стран, в частности, в государства — участники Шенгенского соглашения и Индию. В то же время визовые требования могут распространяться и на эту категорию граждан (например, виза требуется для посещения Великобритании, Канады, США, ряда арабских государств и так далее).
Дипломатический паспорт выдаётся федеральным органом исполнительной власти, ведающим вопросами иностранных дел:
- гражданам Российской Федерации, которые в соответствии с Венской конвенцией 1961 года о дипломатических отношениях и другими международными договорами Российской Федерации при выезде за пределы территории Российской Федерации для исполнения возложенных на них служебных обязанностей обладают дипломатическим иммунитетом
- президенту Российской Федерации
- членам Совета Федерации и депутатам Государственной Думы Федерального Собрания Российской Федерации (на срок их полномочий)
- членам Правительства Российской Федерации
- судьям Конституционного и Верховного судов
- Генеральному прокурору
- председателю Центрального банка
- лицам, замещающим государственные должности субъектов РФ
- лицам, являющимся единоличными исполнительными органами государственных корпораций
- дипломатическим сотрудникам и дипломатическим курьерам федерального органа исполнительной власти, ведающего вопросами иностранных дел
- членам семьи (супруге или супругу), несовершеннолетним детям, нетрудоспособным совершеннолетним детям гражданина Российской Федерации, имеющего дипломатический паспорт и командированного за пределы территории РФ в официальное представительство РФ либо в представительство РФ при международной организации за пределами территории РФ, проживающим или следующим совместно с ним

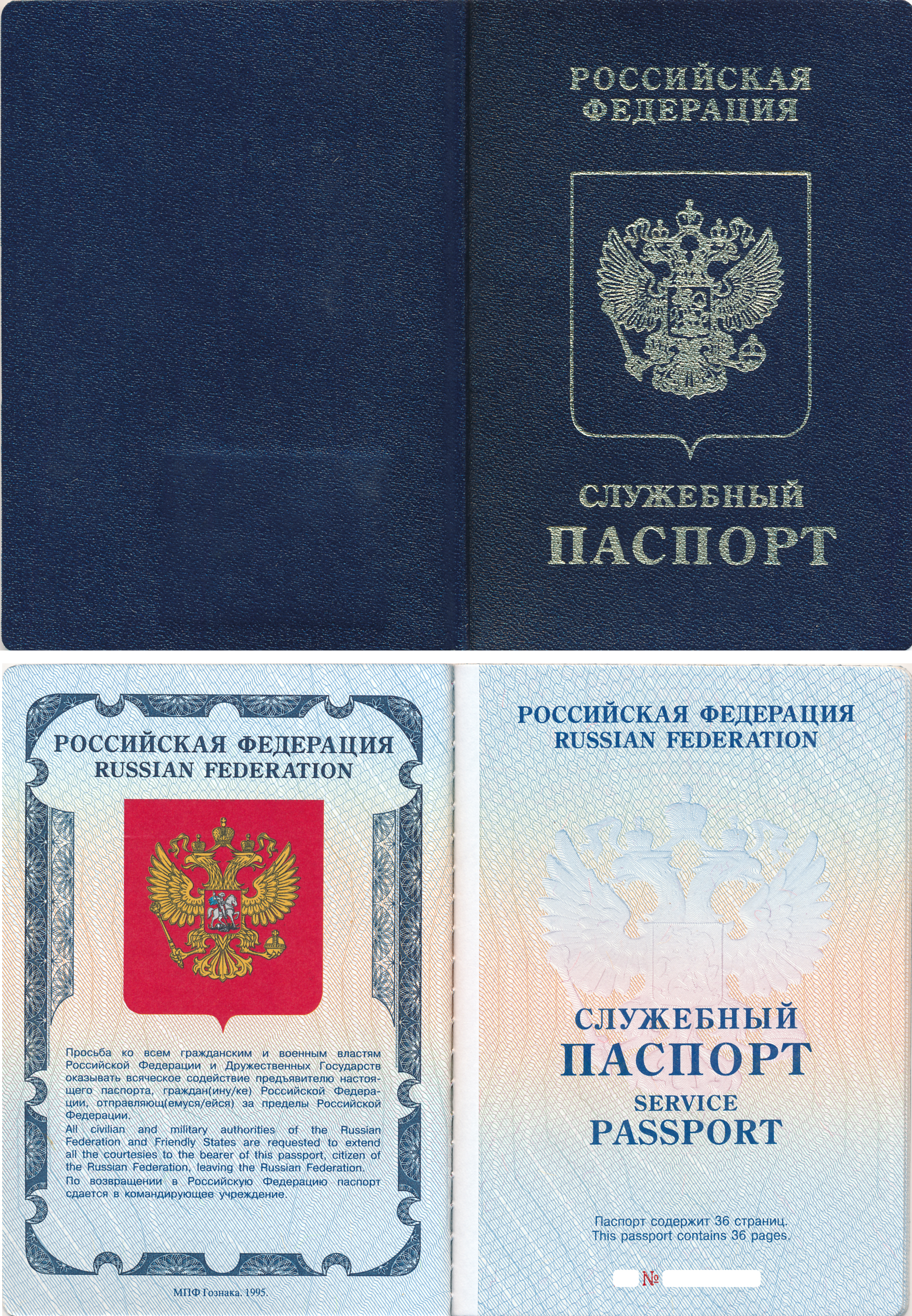
Служебный Паспорт РФ, 1995 год.

Служебный паспорт гражданина Российской Федерации — один из основных документов, удостоверяющих личность гражданина Российской Федерации, по которому граждане России осуществляют въезд и выезд из России.

## Второй загранпаспорт
Гражданин РФ может законно иметь одновременно два действующих загранпаспорта. Это даёт некоторые удобства часто путешествующим гражданам:
- На время оформления виз загранпаспорт сдаётся в консульство. Второй паспорт позволяет не ожидать получения визы для других поездок или оформления других виз. Данный приём работает только в некоторых случаях, например, при подаче документов на шенгенскую визу в Российской Федерации требуется предоставить все действующие заграничные паспорта, а не только один. Это объясняется необходимостью находиться в стране во время выдачи визы. При этом виза проставляется только в один паспорт. Возможность воспользоваться данным способом следует уточнять заранее.
- Ряд стран негативно относится к путешественнику, посетившему недружественные к стране въезда государства, вплоть до отказа во въезде (например, во въезде в Иран может быть отказано человеку, имеющему в паспорте отметки о посещении Израиля[5]). Имея второй паспорт, можно попытаться скрыть факт таких посещений от работников иммиграционной службы.

Особенностью второго загранпаспорта является то, что он может быть только биометрическим. Такой паспорт выдаётся на самостоятельный срок действия в 10 лет (вне зависимости от даты окончания действия первого паспорта).

## Паспортное сообщение
Паспорта большинства государств мира, в число которых Россия и некоторые страны СНГ не входят, содержат специальное сообщение, данное обычно на нескольких языках, которое называется паспортным сообщением. Сообщение это адресовано представителям властей других государств и содержит просьбу от имени государства, выдавшего паспорт, разрешить носителю паспорта беспрепятственный проход, проезд и оказывать ему необходимое содействие. Российские дипломатические и служебные паспорта это сообщение, однако, содержат.

## Въезд без визы для владельцев российских паспортов

Синий и тёмно-зелёный — безвизовый режим, светло-зелёный — виза проставляется при пересечении границы

На 2023 год российский паспорт занимает 51 место из 108 возможных с точки зрения предоставляемой свободы передвижения согласно Индексу паспортов, публикуемому консалтинговой компанией Henley & Partners совместно с IATA, и даёт возможность безвизового въезда или получения визы по прибытии в 118 странах мира.

## Утеря загранпаспорта
При утере паспорта за границей гражданину России необходимо оформить «Свидетельство на возвращение в Российскую Федерацию». Этот документ заменяет загранпаспорт до конца срока пребывания в другой стране и позволяет вернуться домой. Для его получения требуется предъявить в консульское учреждение Российской Федерации внутренний паспорт или посетить его с двумя гражданами России, имеющими действительные паспорта и способными подтвердить личность и гражданство России лица, потерявшего паспорт.

## История

### Российская империя

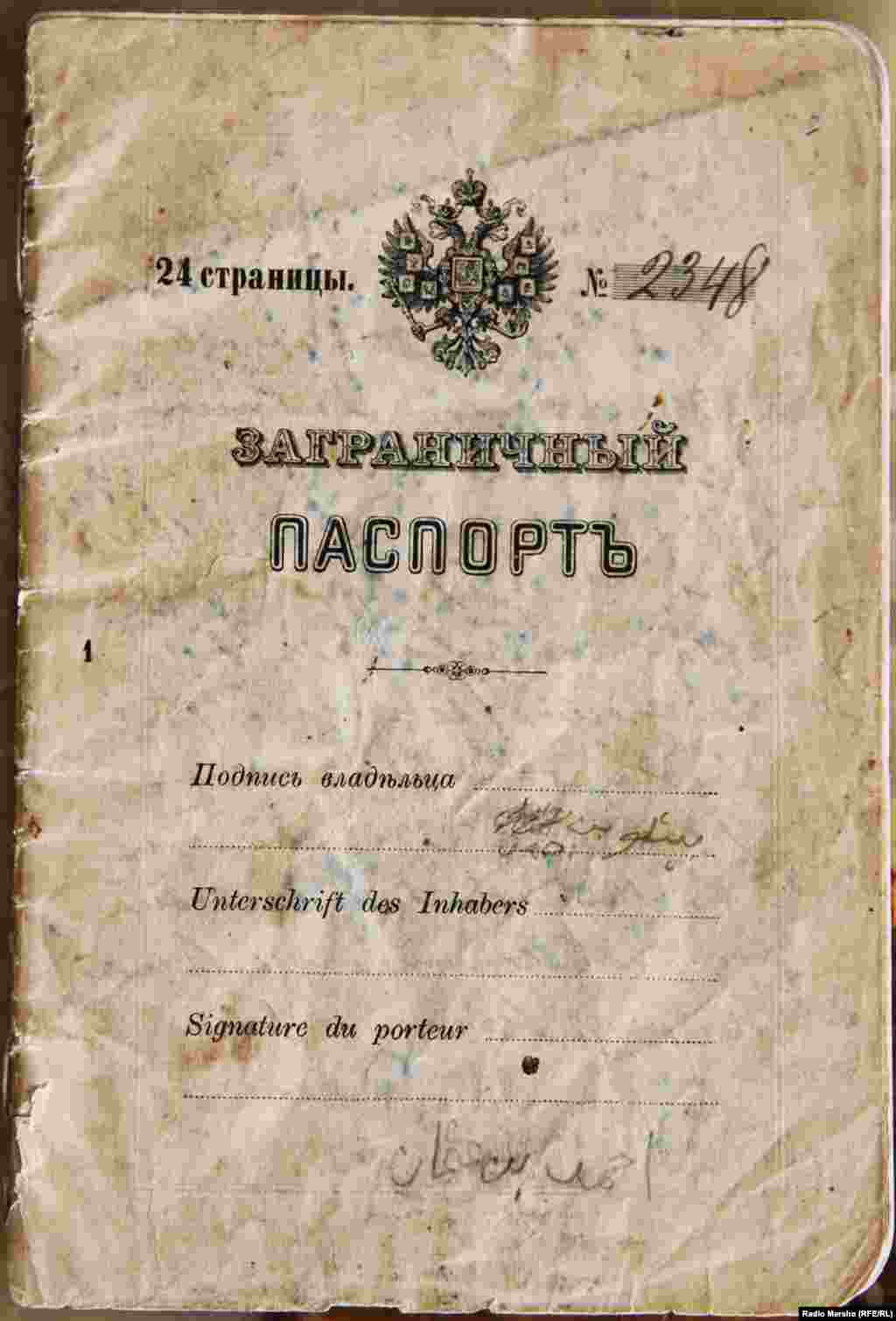
Загранпаспорт Российской империи

В России приезд иностранцев был обставлен разными ограничениями уже в московском периоде; пограничные воеводы могли пропускать иностранцев в пределы государства лишь с разрешения высшего правительства. В смутное время начинает вырабатываться и для путешествий внутри страны система «проезжих» грамот, с целью, главным образом, полицейской. В общее правило проезжие грамоты возведены были Петром I (указ 30 октября 1719 года), в связи с введёнными им рекрутской повинностью и подушной податью. В 1724 году, для предотвращения возможности уклоняться от платежа подушной подати, установлены особые правила об отлучках крестьян, причём различались покормёжные письма и пропускные письма. С 1763 года паспорт получил и фискальное значение, как средство для сбора паспортных пошлин.
Крайняя стеснительность паспортов для народа вызвала целый ряд разновременных мероприятий, состоявших, главным образом, во временных льготах по выборке паспорта и в упрощении различных формальностей, но не затрагивавших общих начал паспортной системы. Вопрос о коренной её реформе поставлен был на очередь ещё в 1859 году, но существенное изменение проведено лишь законом 7 апреля 1897 года, уничтожившим фискальное значение паспорта, после чего паспорт сохранил в России полицейские и податные функции.
Сохранение за паспортом значения орудия полицейского надзора признавалось комиссиями, учреждавшимися для пересмотра паспортного устава, необходимым, ввиду как обширности территории России, так и затруднительности обеспечить её достаточными средствами охраны в полицейском отношении. Не меньшим препятствием к совершенной отмене паспортов служит сохранившаяся в российском законодательстве круговая порука в исправном отбывании государственных и общественных сборов. Частичным смягчением паспортной системы, касающимся главным образом продолжительности сроков, на которые выдаются паспорта, ограничилась и последняя паспортная комиссия, выработавшая ныне действующее[что?] Положение 3 июня 1894 года, о видах на жительство, законом 2 июня 1897 года распространённое на всю Российскую империю, кроме губерний бывшего Царства Польского и Финляндии.
Существенной стороной реформы 1894 года является и установление точных правил о том, в каких случаях общества и домохозяева вправе отказывать в выдаче или возобновлении паспортов отлучающимся членам обществ или крестьянских дворов. Избрание в общественные должности сельских обывателей, отлучившихся по паспортным книжкам, допускается, без их согласия, не ранее как по истечении одного года со времени выдачи им паспортных книжек, и притом только в случае невозможности заместить эти должности другими лицами.
По законодательству, действующему на период 1906 года в России в месте постоянного жительства, по общему правилу, паспорт не требуется. Исключение составляют столичные и другие города, объявленные в положении чрезвычайной или усиленной охраны. Кроме того, в местностях, на которые распространяются правила о надзоре за промышленными заведениями, рабочие фабрик и заводов обязаны иметь паспорт и в месте постоянного жительства. Не требуется паспорт при отлучке из места постоянного жительства: 1) в пределах уезда и за пределами его не далее как на 50 вёрст и не более как на 6 месяцев, и 2) от лиц, нанимающихся на сельские работы, — кроме того, в пределах волостей, смежных с уездом жительства, хотя бы и более чем на 6 месяцев.
В виде на жительство вносится жена получателя и могут быть вносимы сыновья и мужского пола родственники, приёмыши и опекаемые до достижения 18 лет, дочери до 21 года и лица преклонного возраста или по состоянию здоровья не могущие обходиться без постороннего попечения. Из числа лиц, вносимых в паспорт, лица мужского пола, не достигшие 17-летнего возраста и не находящиеся на государственной службе, а лица женского пола, не достигшие 21 года, могут получать отдельные виды только по просьбе родителей или опекунов или с согласия попечителей; замужние женщины, независимо от их возраста — только с согласия мужей.
Жене лица, находящегося в безвестном отсутствии или страдающего умопомешательством, может быть выдан, по закону 2 июня 1897 года, вид на жительство по распоряжению местного губернатора, градоначальника или обер-полицмейстера. Не отделённым членам крестьянских семейств, даже и совершеннолетним, вид выдаётся только с согласия хозяина крестьянского двора или по распоряжению земского начальника (мирового посредника). Лицам, включённым в общий вид, могут быть выдаваемы и отдельные виды на жительство, в месте их временного пребывания.
Паспорта выдаются на общем основании раскольникам всех сект, кроме скопцов. При обнаружении лица без надлежащего вида, если оно докажет свою самоличность, даётся срок не свыше 6 месяцев для получения вида, а по истечении этого срока — особое удостоверение для отъезда в семидневный срок. Не уехавшие в этот срок высылаются полицией на основании инструкции, утверждённой министром внутренних дел (особые правила для Петербурга см. в приложении к статье 340, прим., уст. паспортного). Дворянам не служащим, лицам, уволенным от государственной службы, офицерским чинам и чиновникам запаса, почётным гражданам, купцам и разночинцам видами на жительство служат бессрочные паспортные книжки, выдаваемые полицейскими управлениями (в столицах — участковыми приставами). Лицам, состоящим на гражданской службе, и духовенству всех исповеданий, кроме римско-католического, эти книжки выдаются по месту служения или от подлежащих духовных властей. Такие же книжки выдаются вдовам и достигшим совершеннолетия дочерям означенных лиц.
Мещане, ремесленники и сельские обыватели получают от мещанских и ремесленных управ, через волостных старшин: 1) Паспортные книжки на 5 лет, при наличности недоимок по общественным сборам — с согласия общества, причём обозначается годовой размер сборов, который должен быть внесён 31 декабря каждого года; в противном случае книжка отбирается; 2) Паспорт на один год, 6 месяцев или 3 месяца, независимо от лежащих на получателе недоимок. В 1883 году министру внутренних дел предоставлено право установлять обязательную заявку домохозяевами полиции о прибывших и выбывших во всех городах, посадах и местечках, где имеет пребывание чиновник полиции.
Положение о видах на жительство 1894 года не распространено на лиц, состоящих на действительной военной и морской службе, на лиц войскового сословия казачьих войск, на финляндских обывателей, на иностранных подданных, проживающих в империи, на лиц, отбывающих за границу и оттуда возвращающихся, на лиц римско-католического духовенства, на инородцев, на приисковых рабочих, скопцов, ссыльнопоселенцев и состоящих под полицейским надзором, учреждаемым по распоряжению административных властей.
По отношению ко всем этим лицам, а также к обывателям губерний Царства Польского, сохранили свою силу прежние узаконения о паспортах. Иностранцы допускаются в Россию только по паспортам российских миссий и консульств или по засвидетельствованным ими национальным паспорте. Прибывшие без паспорта иностранцы высылаются обратно, а если иностранное пограничное начальство откажется от принятия их, то с ними поступают как с бродягами. Паспорта на жительство в империи выдаются иностранцам начальниками губерний на один год.
Законом 10 июня 1902 года действие положения о видах на жительство 3 июня 1894 года распространено на губернии Царства Польского, с некоторыми изменениями. Образованные в 1902 году комитеты о нуждах сельскохозяйственной промышленности признали желательным, в видах облегчения передвижения сельскохозяйственных рабочих, упрощение паспортного устава.
Особым совещанием о нуждах сельскохозяйственной промышленности был возложен на министра внутренних дел пересмотр узаконений о видах на жительство, в смысле сохранения за паспортом исключительно значения документа, удостоверяющего личность. Выработанный на этих основаниях в 1905 году проект нового паспортного устава был отложен рассмотрением до созыва Государственной думы.
Важным следствием распространения паспортной системы в Российской империи стало получение и закрепление в паспорте фамилий для всего населения империи. Часто это делалось в приказном порядке.

### СССР

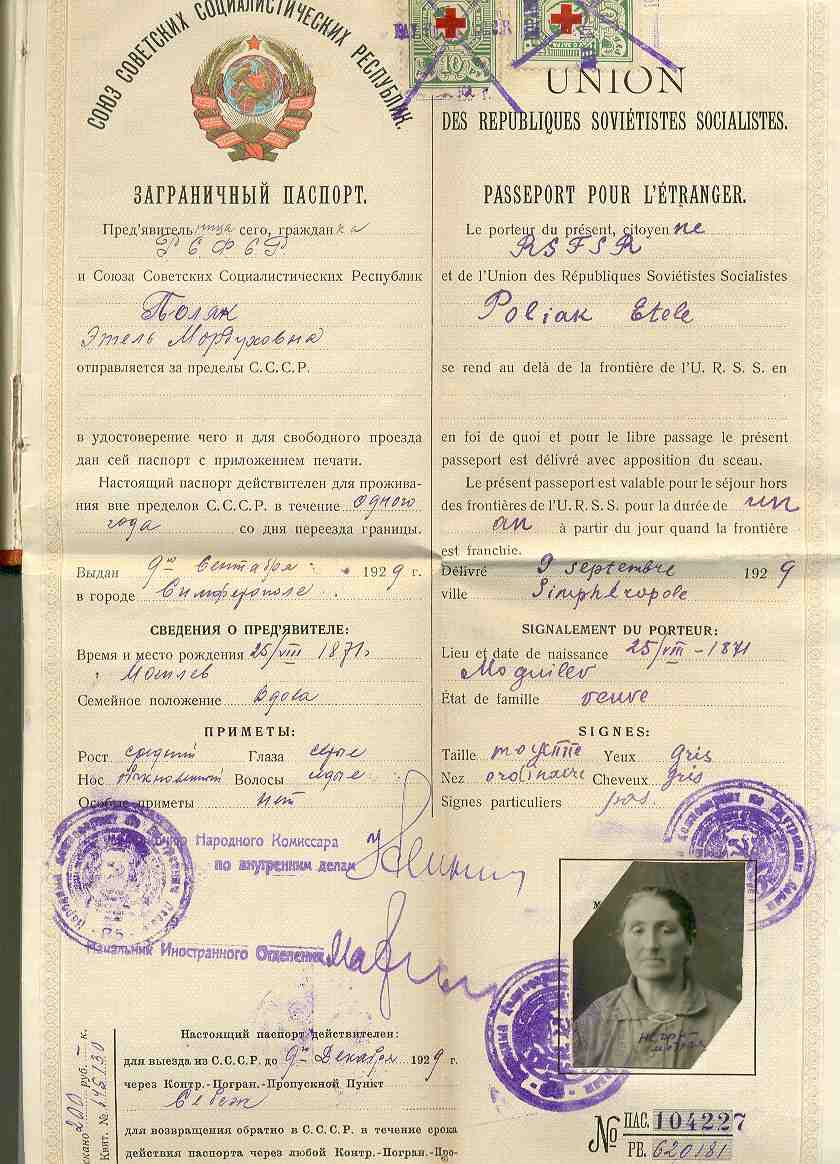
Советский загранпаспорт образца 1929 года

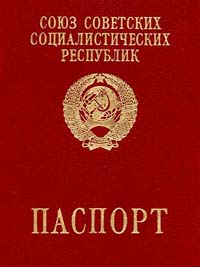
Советский заграничный паспорт образца 1991 года (выдавался, как правило, уже после распада СССР)

В первые годы после революции и гражданской войны многие бывшие подданные Российской империи, по тем или иным причинам несогласные с новым режимом, покинули (как правило, вынужденно) страну. Так с 1917 года по конец 1920-х из страны выехало около 8 тысяч человек, среди них около 500 учёных (для сравнения, за период с 1989 по 2004 год из России уехало по разным оценкам от 25 до 80 тысяч учёных).
В 1922 году двумя рейсами так называемого философского парохода из Петрограда в Штеттин, а также несколькими кораблями с территории Украины и поездами из Москвы по личному указанию Ленина были высланы 225 представителей интеллигенции (философы Бердяев, Ильин, Франк, Булгаков). Из эмигрантов вернулась лишь небольшая часть (Марина Цветаева, Алексей Толстой).
Получить загранпаспорт в то время было относительно несложно, охрана границ хотя и осуществлялась, но только ещё начинала складываться, в значительной мере ввиду отсутствия у тогдашней Советской страны достаточных для этого финансовых, материальных и технических средств.
Но уже 15 июня 1927 года постановлением Центрального исполнительного комитета и Совета народных комиссаров СССР «Об охране государственных границ СССР» переход границы допускался лишь через контрольно-пропускные пункты погранохраны, и лица, пытавшиеся перейти границу в не установленных для её перехода местах или не имевшие на то надлежащих документов, признавались нарушителями государственной границы СССР и в некоторых случаях подлежали уголовной ответственности. После начала холодной войны выезжать в капиталистические страны могли лишь работники МИДа, номенклатура и избранные деятели культуры, а также моряки и некоторые другие работники транспорта. У рядовых советских граждан была возможность выехать лишь в социалистические страны по профсоюзной путёвке.
Третья и последняя волна советской эмиграции совпала с разрывом отношений с Израилем. 10 июня 1968 года в ЦК КПСС поступило совместное письмо руководства МИД СССР и КГБ СССР за подписями Громыко и Андропова с предложением разрешить советским евреям эмигрировать из страны. В итоге в 1970-е СССР покинуло лишь около 4 тысяч человек, многие не по своей воле, например, такие известные диссиденты, как Бродский, Аксёнов, Алешковский, Войнович, Довлатов, Горенштейн, Галич.
20 мая 1991 года, за несколько месяцев до распада СССР была принята последняя редакция закона СССР «О порядке выезда граждан за рубеж», отличавшаяся от предыдущих относительным либерализмом — выехать можно было по ходатайству государственных, общественных, в том числе религиозных, организаций, а также предприятий.

### Российская Федерация
В 1993 году были отменены выездные визы и разрешена свободная выдача загранпаспортов, право на свободный выезд из страны было закреплено в новом законе Российской Федерации 1996 года. Тем не менее выпущенные ранее паспорта с символикой СССР продолжали выдаваться гражданам Российской Федерации до исчерпания запаса ранее отпечатанных бланков загранпаспортов СССР, что произошло приблизительно в конце 2000 года. С 2001 года заграничные паспорта гражданам РФ оформлялись уже с символикой Российской Федерации.
С 2010 года заявление на оформление заграничного паспорта можно подать через веб-портал «Госуслуги», а с 2014 года — в многофункциональный центр, что во многих случаях упростило его оформление.
На 2018 год примерно 30 % населения России обладают действующим загранпаспортом того или иного вида.
Для получения загранпаспорта необходимо заполнить анкету-заявление с учётом всех требований. Сделать это можно самостоятельно от руки или в электронном виде на компьютере, также существуют онлайн-сервисы, с помощью которых можно подготовить заявление на загранпаспорт через интернет, включая официальный сайт «Госуслуги».